# Portada/article octubre 17

## El davallament de la Creu
El davallament de la Creu és una pintura sobre taula de l'artista flamenc Rogier van der Weyden realitzada entre 1435 i 1438; es troba al Museu del Prado de Madrid. El treball mostra Crist crucificat quan és baixat de la creu i sostingut per Josep d'Arimatea i Nicodem. En aquesta obra, Van der Weyden aconsegueix una atmosfera d'una emoció intensa ja que arriba a concentrar deu personatges dins un espai reduït, distribuint-los en diferents plans; d'aquesta manera assoleix la força especial d'un relleu policromat on cada figura està íntimament lligada a la resta. És una composició que queda tancada per les figures dels extrems que miren cap al centre, inclinades; aquesta distribució segueix la idea de una el·lipse amb l'eix major en sentit horitzontal que trenca la regla de la verticalitat dels davallaments, un efecte que es complementa amb el joc de diagonals que formen els personatges.